# Иго (язык)
Иго (Achlo, Ago, Ahlõ, Ahlon, Ahlon-Bogo, Ahonlan, Anlo, Igo) — язык, на котором говорит народ бого-ахлон, проживающий в деревне Сасану кантона Бого-Ахлон дальнего северо-запада префектуры Даньи в области Плато в Того. Иго считается одним из языков группы ка-того языковой семьи ква. Официальное название языка — ахлон. Многие носители иго в качестве первого языка используют эве или же французский. Также некоторые носители владеют языками акан, кпосо, лелеми, секпеле. 2000 человек могут читать на иго, а 1000 писать на нём.
Язык иго находится под угрозой исчезновения.
| Алфавит иго | Алфавит иго | Алфавит иго | Алфавит иго | Алфавит иго | Алфавит иго | Алфавит иго | Алфавит иго | Алфавит иго | Алфавит иго | Алфавит иго | Алфавит иго | Алфавит иго | Алфавит иго | Алфавит иго | Алфавит иго | Алфавит иго | Алфавит иго | Алфавит иго | Алфавит иго | Алфавит иго | Алфавит иго | Алфавит иго | Алфавит иго | Алфавит иго | Алфавит иго | Алфавит иго | Алфавит иго | Алфавит иго | Алфавит иго | Алфавит иго |
| ----------- | ----------- | ----------- | ----------- | ----------- | ----------- | ----------- | ----------- | ----------- | ----------- | ----------- | ----------- | ----------- | ----------- | ----------- | ----------- | ----------- | ----------- | ----------- | ----------- | ----------- | ----------- | ----------- | ----------- | ----------- | ----------- | ----------- | ----------- | ----------- | ----------- | ----------- |
| A           | B           | C           | D           | Ɖ           | E           | Ɛ           | F           | G           | Gb          | H           | I           | J           | K           | Kp          | L           | M           | N           | Ny          | Ŋ           | O           | Ɔ           | P           | R           | S           | T           | U           | V           | W           | Y           | Z           |
| a           | b           | c           | d           | ɖ           | e           | ɛ           | f           | g           | gb          | h           | i           | j           | k           | Kp          | l           | m           | n           | ny          | ŋ           | o           | ɔ           | p           | r           | s           | t           | u           | v           | w           | y           | z           |